# Diphucephala dicksoniae
Diphucephala dicksoniae är en skalbaggsart som beskrevs av Lea 1930. Diphucephala dicksoniae ingår i släktet Diphucephala och familjen Melolonthidae. Inga underarter finns listade i Catalogue of Life.